# أم حيطان
أم حيطان هي قرية في دلامي بولاية جنوب كردفان بالسودان،  وتبعد نحو 5 كيلومتر (3.1 ميل) جنوباً عن كادوقلي عاصمة الولاية.  المنطقة منطقة حرب نشطة. 

## تاريخ
في أكتوبر 2012، وأثناء الصراع السوداني في جنوب كردفان والنيل الأزرق، هزمت الحركة الشعبية لتحرير السودان-شمال القوات المسلحة السودانية في أم حيطان. وأسفرت المعارك التي استمرت عدة أيام عن تدمير مقر حزب المؤتمر الوطني بالكامل في القرية وطرد قوات الجيش من المنطقة. وأدى القتال إلى سقوط أكثر من 50 قتيلاً والعديد من الإصابات. وتم تدمير أو الاستيلاء على العديد من المركبات والأسلحة.   نُفذت هجمات مماثلة طوال فترة النزاع حيث استولى الجانبان على المنطقة مؤقتًا قبل استعادتها،       وردت القوات المسلحة السودانية بغارات جوية عشوائية .   وفي نهاية الصراع، كانت المنطقة تحت سيطرة القوات المسلحة السودانية.
في أكتوبر 2021، أدت سلسلة من الهجمات العنيفة التي شنها أفراد مسلحون على قرى في جنوب كردفان وغرب دارفور وجنوب دارفور، بما في ذلك أم حيطان، إلى مقتل سبعة أشخاص، من بينهم طفلان، وإصابة خمسة آخرين على الأقل. ولاذ المهاجمون بالفرار من مكان الحادث فور وقوعه. ورداً على ذلك، شكّل السكان المحليون مجموعة لملاحقة المهاجمين، فتمكّنوا من استرجاع تسع بقرات، حيث كانت المنطقة قد شهدت سرقة 29 بقرة.  ووقع هجوم مماثل في يناير/كانون الثاني 2024، وأدى إلى مقتل 6 أشخاص. 
خلال الحرب السودانية التي بدأت في 15 أبريل 2023، ورد أن الحركة الشعبية لتحرير السودان - شمال بقيادة عبد العزيز الحلو هاجمت حاميات القوات المسلحة السودانية في أم حيطان،  وسيطرت على الحامية والمنطقة منذ يوليو 2024.  

## الديموغرافيا
تشتهر أم حيطان بمجموعتها العرقية التي تتحدث الكوالب، وهي لغة النيجر والكونغو. ويرجح أن يبلغ عدد سكان هذه القرية، أي سكان أم حيطان، قرابة 22.000 نسمة وأغلبهم من المسلمين.[بحاجة لمصدر]